# Милито, Диего
Дие́го Альбе́рто Мили́то (исп. Diego Alberto Milito; родился 12 июня 1979 года в Бернале, Буэнос-Айрес, Аргентина) — аргентинский футболист, выступавший на позиции нападающего.
Диего является старшим братом футболиста Габриэля Милито.

## Биография
С 1999 по 2004 годы Милито выступал за клуб «Расинг» в аргентинской Примере, в составе которого в 2001 году выиграл Апертуру. Его младший брат Габриэль играл на позиции центрального защитника в составе главного соперника «Расинга» «Индепендьенте».
В начале 2004 года Диего подписал контракт с «Дженоа», выступавшим на тот момент в итальянской серии Б. После двух очень успешных сезонов, в течение которых он забил 33 мяча в 59 матчах, «Дженоа» был отправлен в серию Ц1, в наказание за предполагаемое участие в договорном матче в последнем туре сезона 2004/05. Поэтому Милито был вынужден покинуть клуб. После расставания с «грифонами» он присоединился к своему брату Габриэлю в «Сарагосе». Диего громко заявил о себе в Испании, забив 4 мяча в ворота мадридского «Реала» в первом полуфинале Кубка Испании в 2006-м году, внеся значительный вклад в разгром столичного гранда со счетом 6-1. По итогам сезона он с 17 мячами стал лучшим бомбардиром «Сарагосы» в Чемпионате Испании.
Диего Милито был капитаном «Сарагосы», приняв эту должность от своего брата, после того как тот перешёл в «Барселону». Диего стал одним из лучших бомбардиров Ла Лиги в сезоне 2006/07. Он забил 23 мяча, на два меньше чем лучший бомбардир Руд ван Нистелрой, и на три — чем обладатель «Золотой Бутсы» Франческо Тотти. Его голы помогли занять «Сарагосе» 6 место в лиге. На январь 2008 года он забивал в среднем больше одного мяча за две игры — показатели, которых он также добивался с «Дженоа».
1 сентября 2008 года, всего за несколько минут до закрытия трансферного окна, «Дженоа» совершила трансфер Диего Милито из «Сарагосы», после того как испанская команда вылетела во Второй Дивизион. Его агент Фернандо Идальго одобрил выбор вернуться в «Дженоа», несмотря на наличие более выгодных предложений от других крупных клубов Европы. Диего дебютировал в матче против «Милана». «Дженоа» выиграл этот матч со счетом 2:0, Милито ассистировал в первом мяче и сам забил второй. 9 ноября Диего сделал свой первый хет-трик за «Дженоа», в выигранном со счетом 4:0 матче против «Реджины». В конце сезона Милито был назван лучшим футболистом чемпионата Италии по версии Guerin Sportivo.

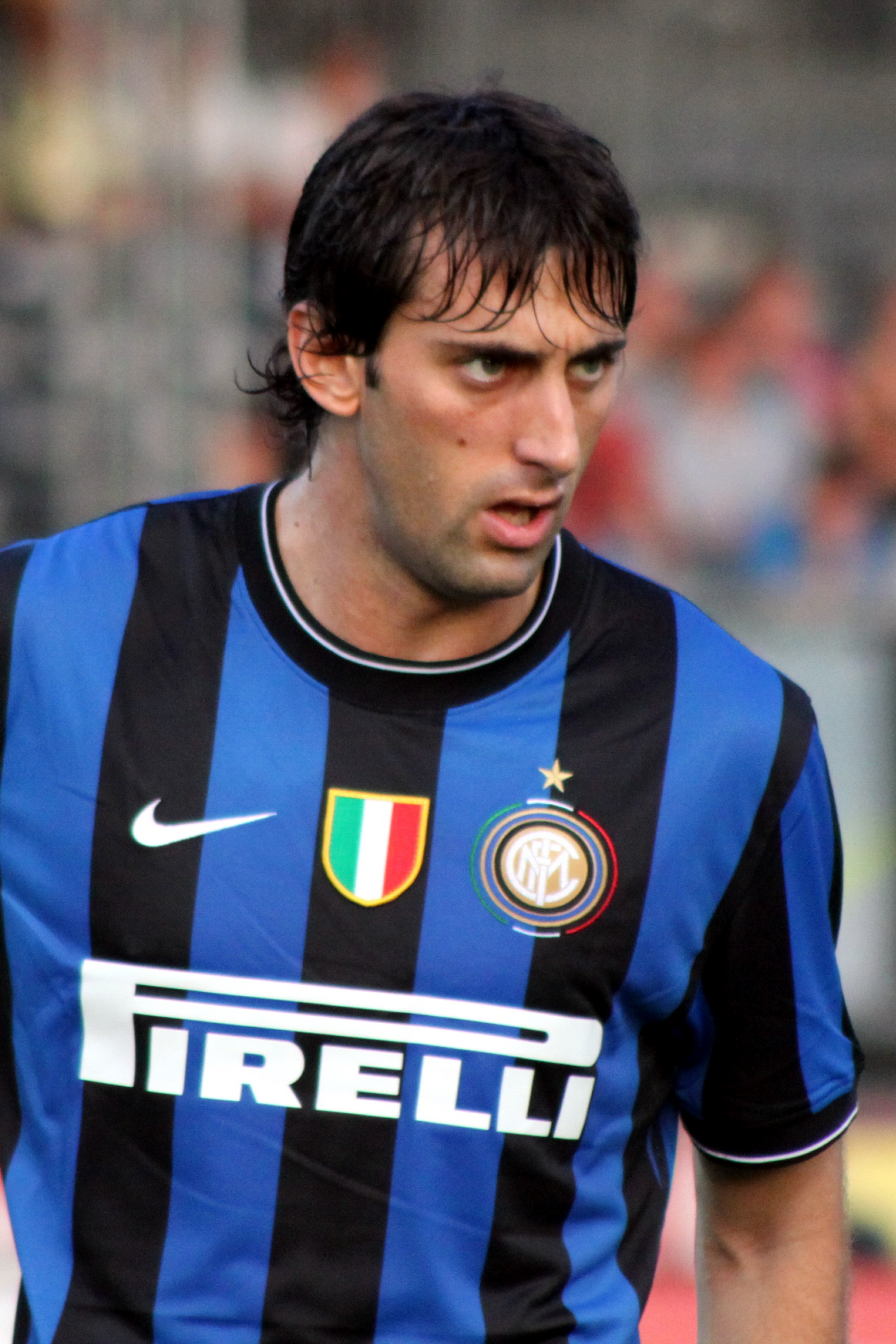
Милито в составе «Интера»

В июне 2009 года Диего подписал контракт с «Интером» сроком на четыре года.
В составе национальной сборной Аргентины, с которой он дебютировал в 2002 году, Милито принимал участие в Кубке Америки 2007. 28 марта 2009 года в отборочном матче ЧМ 2010 против Венесуэлы Диего получил травму правого бедра, из-за которой выбыл из строя на месяц.
5 мая 2010 года единственный мяч Милито принёс «Интеру» победу над «Ромой» в финале Кубка Италии 2009/10 на стадио «Олимпико».
16 мая 2010 года единственный гол аргентинца в ворота «Сиены» в последнем 38-м туре серии А 2009/10 сделал «Интернационале» чемпионом Италии в 18-й раз в своей истории.
22 мая 2010 года в финале Лиги Чемпионов УЕФА против «Баварии» забил два безответных гола, которые принесли «Интеру», впервые за 45 лет, победу в самом престижном клубном турнире Старого Света. По окончании розыгрыша соревнования, Милито был признан лучшим игроком и лучшим нападающим Лиги чемпионов.
7 декабря 2011 года Милито провёл свой 100-й матч за «Интер».
6 мая 2012 Диего сделал хет-трик в миланском дерби в ворота «Милана», в том матче «Интер» выиграл 4-2, и лишил Милан возможности завоевать чемпионский титул.
В марте 2013 года в матче 1/16 Лиги Европы против румынского ЧФР (Клуж-Напока) получил травму — разрыв крестообразных связок, и выбыл до конца сезона.
В мачте 4-го тура Серии А 2013/14 против дебютанта «Сассуоло» оформил дубль, а «Интер» победил со счётом 7:0, однако позднее на очередной тренировке «Интера» снова получил травму, выбыв до конца первого круга чемпионата.
18 июня 2014 года Диего перешёл в «Расинг» (Авельянеда) на правах свободного агента. Контракт подписан на полтора года. В декабре того же года он помог своей команде завоевать титул чемпиона Аргентины.
21 мая 2016 года провёл свой последний матч в карьере против «Темперлея», в котором его команда победила со счётом 2:0, один из голов был на счету Диего.
16 декабря 2017 года назначен спортивным директором (secretario técnico) «Расинга». В 2019 году «Расинг» завоевал девятый титул чемпиона Аргентины. 22 ноября 2020 года Милито заявил о сложении с себя полномочий спортивного директора «Расинга».

## Статистика
| Клуб             | Сезон            | Чемпионат | Чемпионат | Кубок | Кубок | Еврокубки | Еврокубки | Всего | Всего |
| Клуб             | Сезон            | Матчи     | Голы      | Матчи | Голы  | Матчи     | Голы      | Матчи | Голы  |
| ---------------- | ---------------- | --------- | --------- | ----- | ----- | --------- | --------- | ----- | ----- |
| Расинг           | 1999/00          | 11        | 1         | 0     | 0     | —         | —         | 14    | 1     |
| Расинг           | 2000/01          | 35        | 2         | 0     | 0     | —         | —         | 40    | 5     |
| Расинг           | 2001/02          | 38        | 9         | 0     | 0     | —         | —         | 38    | 9     |
| Расинг           | 2002/03          | 35        | 14        | 0     | 0     | —         | —         | 35    | 14    |
| Расинг           | 2003/04          | 18        | 8         | 0     | 0     | —         | —         | 20    | 8     |
| Расинг           | Всего            | 137       | 34        | 0     | 0     | —         | —         | 147   | 37    |
| Дженоа           | 2003/04          | 20        | 12        | 2     | 0     | —         | —         | 22    | 12    |
| Дженоа           | 2004/05          | 39        | 21        | 3     | 1     | —         | —         | 42    | 22    |
| Дженоа           | Всего            | 59        | 33        | 5     | 1     | —         | —         | 64    | 34    |
| Реал Сарагоса    | 2005/06          | 36        | 15        | 8     | 6     | —         | —         | 44    | 21    |
| Реал Сарагоса    | 2006/07          | 37        | 23        | 3     | 0     | —         | —         | 40    | 23    |
| Реал Сарагоса    | 2007/08          | 35        | 15        | 4     | 2     | 2         | 0         | 41    | 17    |
| Реал Сарагоса    | Всего            | 108       | 53        | 15    | 8     | 2         | 0         | 125   | 61    |
| Дженоа           | 2008/09          | 31        | 24        | 3     | 2     | —         | —         | 34    | 26    |
| Дженоа           | Всего            | 31        | 24        | 3     | 2     | —         | —         | 34    | 26    |
| Интернационале   | 2009/10          | 35        | 22        | 5     | 2     | 11        | 6         | 51    | 30    |
| Интернационале   | 2010/11          | 23        | 5         | 3     | 1     | 4         | 1         | 30    | 7     |
| Интернационале   | 2011/12          | 33        | 24        | 1     | 0     | 6         | 2         | 40    | 26    |
| Интернационале   | 2012/13          | 20        | 9         | 0     | 0     | 6         | 0         | 26    | 9     |
| Интернационале   | 2013/14          | 17        | 2         | 0     | 0     | 0         | 0         | 17    | 2     |
| Всего            |                  | 128       | 62        | 9     | 3     | 27        | 9         | 164   | 74    |
| Всего за карьеру | Всего за карьеру | 463       | 202       | 32    | 14    | 29        | 9         | 534   | 232   |

## Достижения

### Командные
«Расинг» (Авельянеда)
- Чемпион Аргентины: 2001 (Апертура), 2014

«Интер»
- Чемпион Италии: 2009/10
- Обладатель Кубка Италии (2): 2009/10, 2010/11
- Обладатель Суперкубка Италии: 2010
- Победитель Лиги чемпионов УЕФА: 2009/10
- Победитель Клубного чемпионата мира по футболу: 2010

Сборная Аргентины
- Финалист Кубка Америки: 2007

### Личные
- Футболист года в Италии по версии Guerin Sportivo: 2009
- Футболист года в Италии: 2009/10
- Лучший игрок Лиги чемпионов УЕФА 2009/10 по версии УЕФА
- Лучший нападающий Лиги чемпионов 2009/10 по версии УЕФА
- Лучший игрок финала Лиги чемпионов УЕФА 2009/10 по версии болельщиков
- Клубный футболист года по версии УЕФА: 2009/10
- «Золотая урна»: 2011
- Зал славы миланского Интера: 2020[21]